# Super High Roller Bowl Europe 2021

Logo des Super High Roller Bowl Europe

Der Super High Roller Bowl Europe 2021 war die zwölfte Austragung dieses Pokerturniers und die sechste außerhalb des Las Vegas Strip. Er wurde vom 30. August bis 1. September 2021 im Merit Royal Hotel & Casino nordzyprischen Kyrenia ausgespielt und hatte einen Buy-in von 250.000 US-Dollar. Das Event wurde von Poker Central veranstaltet und war Teil der Super High Roller Series Europe, die zur PokerGO Tour zählte.

## Struktur
Das Turnier in der Variante No Limit Hold’em wurde vom 30. August bis 1. September 2021 gespielt und während der Super High Roller Series Europe ausgetragen. Der Buy-in betrug 250.000 US-Dollar. Das Turnier zählte zur PokerGO Tour, zu der auch Turnierserien und eintägige High-Roller-Turniere im Aria Resort & Casino, Wynn Las Vegas, Venetian Resort Hotel, Rio All-Suite Hotel and Casino und Hotel Bellagio am Las Vegas Strip sowie in Los Angeles und Hollywood gehörten. Die meisten Finaltische dieser Tour, u. a. der des Super High Roller Bowl Europe, wurden auf der Streaming-Plattform PokerGO gezeigt, auf der ein kostenpflichtiges Abonnement nötig ist. Der erfolgreichste Spieler der Tour erhielt eine zusätzliche Prämie von 200.000 US-Dollar.

## Teilnehmer
Die 32 Teilnehmer lauteten:
- Timothy Adams
- Michael Addamo
- Sergio Aido
- Mikita Badsjakouski
- Chris Brewer
- Wjatscheslaw Buldygin
- Vladi Chaoulov
- Stephen Chidwick
- David Coleman
- Seth Davies
- Tony G
- Almedin Imširović
- Phil Ivey
- Cary Katz
- Bryn Kenney
- Wiktor Kudinow
- Timofei Kusnezow
- Pascal Lefrançois
- Ivan Leow
- Linus Löliger
- Wiktor Malinowski
- Artur Martirossjan
- David Peters
- Paul Phua
- Zhuang Ruan
- Jake Schindler
- David Stamm
- Daniel Tang
- Christoph Vogelsang
- Richard Yong
- Shao Hua Zhan
- Michael Zhang

## Ergebnisse

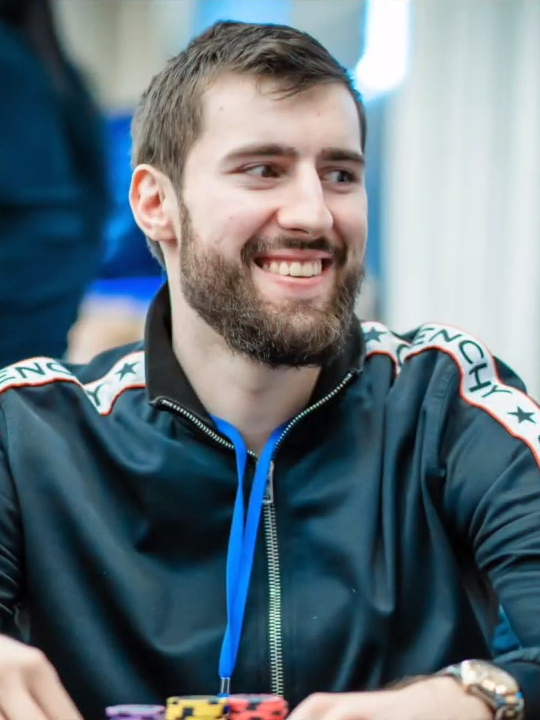
Wiktor Malinowski (2020)

Jedem der 32 Spieler war während der Anmeldephase ein Re-Entry gestattet. Insgesamt gab es 41 Anmeldungen, die einen Preispool von 10,25 Millionen US-Dollar generierten. Die bezahlten Plätze erreichten die sechs Spieler am Finaltisch, der Sieger erhielt knapp 3,7 Millionen US-Dollar sowie 600 Punkte in der Rangliste der PokerGO Tour.
Alle Teilnehmer starteten mit einem Stack von 250.000 Chips. Den ersten Turniertag beendete der Brite Michael Zhang mit über einer Million Chips als Chipleader. An Tag zwei konnte er seinen Lauf jedoch nicht fortsetzen und schied auf dem elften Platz aus. Nachdem mit Linus Löliger auch der letzte deutschsprachige Spieler auf Rang zehn ausgeschieden war, wurden alle verbliebenen Spieler an einen Tisch gesetzt. Dort schieden nacheinander David Stamm, Michael Addamo und Almedin Imširović aus, bevor die Preisgeldränge erreicht wurden und damit der Tag endete. In den finalen Turniertag ging Wiktor Malinowski mit einem Stack von 3,1 Millionen Chips als Chipleader.
Der dritte Tag begann mit einem Vierling für David Peters, der damit seinen Chipstack gegen Zhuang Ruan verdoppelte. Der 20-Jährige verdoppelte anschließend seine Chips wiederum gegen Wjatscheslaw Buldygin, der wenige Minuten später in einer Hand gegen Ivan Leow auf dem sechsten Platz ausschied. Letzterer übernahm nach einem großen Pot gegen Peters den Chiplead und nahm den Amerikaner rund eine Stunde später mit A♥ 9♥ gegen Peters’ 4♠ 4♣ aus dem Turnier. Auch für Timothy Adams, der die beiden zuvor live ausgetragenen Super High Roller Bowls in Sydney und Sotschi hatte gewinnen können, war das Event anschließend beendet, da sich sein J♦ T♦ nicht gegen die A♥ A♠ von Malinowski verbessern konnte. Unmittelbar nach einer 25-minütigen Pause, in die die drei verbliebenen Spieler nach dem Ausscheiden von Adams gegangen waren, schied mit Ruan der letzte Amerikaner im Turnier aus: Gegen Leow brachte er auf J♥ 7♦ 4♥ 9♦ mit A♦ A♣ alle seine Chips in die Tischmitte, unterlag durch die 10♣ am River jedoch der Straße des Malaysiers, der 8♣ 7♠ hielt. In das finale Heads-Up gegen Malinowski ging Leow anschließend mit einer leichten Führung in Chips. Nach mehreren wechselnden Chipleads und rund 5 Stunden Spielzeit kam es vor dem Flop zum All-in und Call zwischen Malinowskis A♠ K♦ und Leows A♦ 4♥. Die Hand des Polen hielt, wodurch er knapp 95 Prozent aller im Spiel befindlichen Chips vor sich stehen hatte und sich wenig später mit 9♠ 8♦ gegen J♣ 4♣ des Malaysiers zum Sieger kürte. Für Malinowski war es der erste Sieg bei einem Live-Turnier.
| Platz | Herkunft           | Spieler               | Preisgeld (in $) | Punkte |
| ----- | ------------------ | --------------------- | ---------------- | ------ |
| 1     | Polen              | Wiktor Malinowski     | 3.690.000        | 600    |
| 2     | Malaysia           | Ivan Leow             | 2.460.000        | 500    |
| 3     | Vereinigte Staaten | Zhuang Ruan           | 1.640.000        | 400    |
| 4     | Kanada             | Timothy Adams         | 1.127.500        | 400    |
| 5     | Vereinigte Staaten | David Peters          | 0.820.000        | 246    |
| 6     | Russland           | Wjatscheslaw Buldygin | 0.512.500        | 154    |